# Jordan Valley, Oregon
Jordan Valley  (în română:Valea Iordanului) este un oraș din Comitatul Malheur, Oregon, Statele Unite ale Americii. Orașul se află de-a lungul Pârâului Iordan, un curs de apă, afluent al râului Owyhee; pârâul este numit după un prospector din secolul al XIX-lea, Michael M. Jordan.